# Zoran Sretenović
Zoran Sretenović, en serbio: Зоран Сретеновић, (Belgrado, RFS Yugoslavia, 5 de agosto de 1964 - Belgrado, 28 de abril de 2022) fue un jugador de baloncesto serbio. Ocupaba la posición de base.

## Biografía
Después de retirarse ejerció de entrenador. Sus logros más importantes fueron con el KK Split, que comandado por Kukoc, Radja y Perasovic entre otros, ganó tres euroligas consecutivas y dos europeos con Yugoslavia, uno en el 1991, antes de la desmembración del país, y el otro en 1995, año en el que volvió a jugar Yugoslavia, tras unas sanción de dos años de la ONU.

## Clubes
- 1985-1986 Estrella Roja
- 1986-1991 KK Split
- 1991-1992 Brose Bamberg
- 1992-1993 Olympique Antibes
- 1993-1994 Partizan de Belgrado
- 1994-1995  Borovica Ruma
- 1995-1996 Estrella Roja de Belgrado
- 1996-1997 Borovica Ruma
- 1997-1998  Radnički Belgrado
- 1997-1998 Bobry Bytom
- 1998-2001Stal Ostrów Wielkopolski

## Palmarés
- 3 Copas de Europa: (1989, 1990, 1991).
- 4 Liga Yugoslava: 1988, 1989, 1990, 1991
- 3 Copas de Yugoslavia: 1990, 1991, 1994
- 1 Copa de Alemania: 1992